# Люди Ікс: Дні минулого майбутнього
«Люди Ікс: Дні минулого майбутнього» (англ. X-Men: Days of Future Past) — американський супергеройський бойовик режисера і продюсера Браяна Сінгера, що вийшов у травні 2014 року. У головних ролях Г'ю Джекмен, Джеймс Макевой, Майкл Фассбендер та Дженніфер Лоуренс. Стрічку створено на основі персонажів Люди Ікс і є продовженням стрічок «Люди Ікс: Остання битва» (2006) і «Люди Ікс: Перший клас» (2011).
Сценарист і продюсер: Саймон Кінберг; продюсери: Гатч Паркер і Лорен Шулер Доннер. Вперше фільм в Україні продемонстрували 22 травня 2014 року.

## Сюжет
Дія фільму починається в недалекому майбутньому (2023). Програма «Вартові», створена урядом США для вилову мутантів, збунтувалася, коли почала знаходити «сплячі» мутаційні гени й у звичайних людях. Тепер весь світ лежить в руїнах, а вцілілі люди та мутанти містяться в концентраційних таборах. Єдині, хто продовжує чинити опір роботам Вартовим, — це Люди Ікс, серед яких залишилися Людина-лід, Колос, Варпатч, Блінк, Санспот, Професор Ікс, Росомаха, Магнето, Шторм, Примарна Кішка і Бішоп. Вони постійно мігрують від бункера до бункера, оскільки Вартові рано чи пізно знаходять їх. Кітті Прайд відкрила в собі здатність «переміщати» розум в минуле, завдяки чому мутанти дізнаються про час майбутнього рейду і встигають втекти. Але після рейду в Москві відступати залишається нікуди.
Професор Ікс, Росомаха, Магнето і Шторм прибувають в Китай у пошуках схову. Колос, Варпатч і всі інші також виявляються в живих. Їхній план полягає в тому, щоб відправити Чарльза в 1973 рік, аби не дати Містік вбити Болівара Траска — творця Вартових. Саме це вбивство спричинило наступні події, тому що Містік не встигла втекти, і на основі взятої у неї ДНК був створений компонент, що дає Вартовим можливість видозмінюватися під будь-якого ворога. Однак у часі можливо відправити тільки Росомаху завдяки його зцілюючому фактору. Решта мутантів залишаються в монастирі. Ксав'єр і Магнето просять Росомаху об'єднати їх і не дати розв'язати війну.
Опинившись в 1973 році, Лоґан зрештою добирається до покинутого особняка, колишньої школи для мутантів Ксав'єра. Там Росомаха вступає в короткий бій зі сторожем Генком МакКоєм (Звіром). Генк розробив препарат, що дозволяє йому виглядати як звичайна людина, а Ксав'єру — ходити, пригнічуючи при цьому суперсили. Знайшовши Чарльза, Лоґан розповідає йому про майбутнє і переконує звільнити Магнето з в'язниці, розташованої під Пентагоном. Ерік Леншерр (Магнето), своєю чергою, був заарештований за вбивство президента США Джона Ф. Кеннеді. Лоґан, Чарльз і Генк звертаються за допомогою до Пітера Максімова (Ртуті) і просять його допомогти звільнити Магнето. Тим часом Траск вимагає в уряду фінансування його програми «Вартові», проте йому відмовляють. Водночас Містік рятує Жабу, Хавок, Інка і Спайка від Вільяма Страйкера, що шукає мутантів для своїх експериментів, і знаходить Траска.
У Пентагоні Росомаха, Чарльз, Звір і Ртуть рятують Магнето, попередньо здолавши охорону. На борту літака між Ксав'єром і Еріком зав'язується суперечка про те, що вони обидва зрадили один одного і дали загинути багатьом своїм друзям (Баньші, Емма Фрост, Енджел Сальваторе, Азазель). Прибувши до Парижа, Містік намагається вбити Траска, але Страйкер нейтралізує її. У цей же момент з'являються Люди Ікс, і Магнето намагається вбити Рейвен, щоб вона напевно не змогла більше нічого накоїти, але Звір у люті нападає на нього. Ерік насилу відбивається від Генка, а Містік тікає. Росомаха бачить Страйкера, через це у нього прослизають спогади про його минуле (саме Страйкер провів експеримент над Лоґаном, стерши йому пам'ять і покривши скелет адамантієм). Лоґан виходить з-під контролю в обох гілках історії й випадково ранить Кітті, від чого стає їй важче тримати контакт двох часів. Страйкер, своєю чергою, також зацікавився Лоґаном, побачивши його пазурі.
Президент Ніксон дає згоду на фінансування програми Вартових й влаштовує демонстрацію у Вашингтоні. Магнето вривається в будівлю «Траск Індастріз», краде креслення роботів і переробляє їх на борту поїзда, що йде в Вашингтон, оснащуючи металом. Тим часом Чарльз і Лоґан повертаються в особняк, де Ксав'єр таки жертвує своєю можливістю ходити на користь телепатії. Використовуючи пристрій Церебро, Чарльз зв'язується з самим собою з майбутнього. Старий Ксав'єр просить самого себе «дати їм надію знову».
Росомаха, Ксав'єр і Звір прибувають до Вашингтона, щоб не дати Містік вбити Траска на презентації Вартових. Перероблені роботи починають атакувати публіку. Ніксон і Траск, переслідувані замаскованою під охоронця Містік, вирушають до бункера. Ерік вириває із землі стадіон та ставить його навколо Білого Дому. Під його контролем всі Вартові, крім одного, який, слідуючи первісній програмі, ганяється за Лоґаном і Генком. Росомаха вступає в бій з Магнето, однак Ерік викидає його в озеро і топить там, пронизавши арматурою. Тепер герої минулого лишаються самі за себе. У свою ж чергу, у 2023 Люди Ікс ведуть битву не на життя, а на смерть з набагато більш могутніми версіями Вартових, які вже знайшли їхній сховок. Під час цього бою гине більшість мутантів. 1973 року Магнето, включивши камери стадіону, готується вбити людей в бункері й оголосити людям війну, але Містік ранить його і направляє пістолет на Траска. Чарльзу вдається переконати її не вбивати його, і вона кидає пістолет на землю — поворотного вбивства не відбувається, історія змінюється. У 2023 Вартові готуються вбити останніх Людей Ікс, але майбутнє змінюється і похмурий світ зникає. У минулому Чарльз дає Містік і Магнето піти.
Лоґан прокидається в школі для мутантів і виявляє, що всі Люди Ікс, включаючи Ороро Монро, Джин Грей і Скотта Саммерса, вижили. Але що стало з Санспот, Блинк, Варпатчем і Бішопом невідомо … Це означає, що історія з 1973 року рушила по іншому шляху. Чарльз говорить Росомасі, що їм ще багато чого потрібно надолужити. 1973 року Містік, набувши вигляду Страйкера, витягує Лоґана з води, який виявляється живим.
У сцені після титрів показано, як у Стародавньому Єгипті люди поклоняються невідомому мутанту, котрий володіє силою керувати камінням і будує піраміду. Однак його особистість розкривається відразу ж після того, як вони вимовляють його ім'я — Ен Сабах Нур, відоміший як Апокаліпсис.

## У ролях
| Актор                           | Персонаж                                                         | Роль |
| ------------------------------- | ---------------------------------------------------------------- | --- |
| Г'ю Джекмен                     | Джеймс Гоулетт/Лоґан/Росомаха англ. Logan / Wolverine            | мутант зі здібністю швидко зцілюватся та має три кігті на кожній руці                                   |
| Джеймс Макевой / Патрік Стюарт  | Чарльз Ксав'єр / Професор Ікс англ. Charles Xavier / Professor X | мутант з телепатичними здібностями                                                                      |
| Майкл Фассбендер / Єн Маккеллен | Ерік Леншер / Маґнето англ. Erik Lehnsherr / Magneto             | мутант зі здібністю керувати металом                                                                    |
| Дженніфер Лоуренс               | Равен Даркголм / Містік англ. Raven Darkhölme / Mystique         | мутант зі здібністю змінювати подобу                                                                    |
| Еван Пітерс                     | П'єтро Максимов / Ртуть англ. Pietro Maximoff / Quicksilver      | мутант зі здібністю швидкого бігу                                                                       |
| Ніколас Голт                    | Генк МакКой / Звір англ. Hank McCoy / Beast                      | мутант зі звіриною силою, швидкістю і спритністю                                                        |
| Елліот Пейдж                    | Кітті Прайд англ. Kitty Pryde                                    | мутант зі здібністю проходити крізь стіни та переміщати чийсь розум у минуле                            |
| Геллі Беррі                     | Ороро Манро / Шторм англ. Ororo Munroe / Storm                   | мутант зі здібністю контролювати погоду                                                                 |
| Пітер Дінклейдж                 | Болівар Траск англ. Bolivar Trask                                | військовий вчений, який створює роботів під назвою Вартові, призначених для пошуку та знищення мутантів |
| Шон Ешмор                       | Боббі Дрейк / Людина-Лід англ. Bobby Drake / Iceman              | мутант зі здібністю керувати льодом                                                                     |
| Фань Бінбін                     | Блінк англ. Blink                                                | мутант зі здібністю створювати портали                                                                  |
| Омар Сі                         | Бішоп англ. Bishop                                               | мутант зі здібністю поглинати енергію                                                                   |
| Анна Паквін                     | Роуг англ. Rogue                                                 | мутант зі здібністю поглинати життєву енергію інших                                                     |

## Сприйняття

### Критика
Станом на 28 квітня 2014 року рейтинг очікування фільму на сайті Rotten Tomatoes становив 99 % з 134,098 голосів, на Kino-teatr.ua — 94 % (16 голосів), на Кінострічка.Com — 78 % (9 голосів).
Фільм отримав позитивні відгуки: Rotten Tomatoes дав оцінку 91 % на основі 234 відгуків від критиків (середня оцінка 7,6/10) і 93 % від глядачів із середньою оцінкою 4,4/5 (247,510 голосів). Загалом на сайті фільми має позитивний рейтинг, фільму зарахований «стиглий помідор» від кінокритиків і «попкорн» від глядачів, Internet Movie Database — 8,3/10 (223 326 голосів), Metacritic — 74/100 (43 відгуки критиків) і 8,4/10 від глядачів (1093 голоси). Загалом на цьому ресурсі від критиків і від глядачів фільм отримав позитивні відгуки.

### Касові збори
Під час показу в Україні, що стартував 22 травня 2014 року, протягом першого тижня фільм був показаний у 170 кінотеатрах і зібрав 421 891 $, що на той час дозволило йому зайняти 1 місце серед усіх прем'єр. Показ стрічки протривав 8 тижнів і завершився 13 липня 2014 року. За цей час стрічка зібрала 1 047 879 $. З цим показником стрічка зайняла 20 місце у кінопрокаті за касовими зборами в Україні 2014 року.
Під час показу у США, що розпочався 23 травня 2014 року, протягом першого тижня фільм був показаний у 3996 кінотеатрах і зібрав 90 823 660 $, що на той час дозволило йому зайняти 1 місце серед усіх прем'єр. Станом на 14 вересня 2014 року показ фільму триває 115 днів (16,4 тижня) і за цей час фільм зібрав у прокаті у США 233 783 836 доларів США, а у решті світу 512 124 166 $ (за іншими даними 510 400 000 $), тобто загалом 745 908 002 $ (за іншими даними 744 183 836 $) при бюджеті 200 млн $.

### Нагороди та номінації[12]
| Рік  | Нагорода                | Категорія                                        | Номінант                                                   | Результат |
| ---- | ----------------------- | ------------------------------------------------ | ---------------------------------------------------------- | --------- |
| 2013 | IGN Summer Movie Awards | Найкращий кінотрейлер                            |                                                            | Номінація |
| 2014 | Golden Trailer Awards   | Найкращий трейлер-блокбастер літа 2014           | Twentieth Century Fox, Mob Scene                           | Номінація |
| 2014 | Teen Choice Awards      | Вибір актриси фільму: наукова фантастика/фентезі | Геллі Беррі                                                | Номінація |
| 2014 | Young Hollywood Awards  | Супер супергерой                                 | Ніколас Голт                                               | Номінація |
| 2015 | Премія «Оскар»          | Найкращі візуальні ефекти                        | Річард Стаммерз, Лоу Пекора, Тім Кросбі, Камерон Валдбауер | Номінація |

### Виноски
1. 1 2 3  Люди Ікс: Дні минулого майбутнього. Kino-teatr.ua. Архів оригіналу за 4 квітня 2014. Процитовано 19 лютого 2014.
2. 1 2 3 4  X-Men: Days of Future Past (англ.). Box Office Mojo. Архів оригіналу за 26 липня 2014. Процитовано 16 вересня 2014.
3. 1 2 3 4  X-Men: Days of Future Past (англ.). The Numbers. Архів оригіналу за 28 вересня 2014. Процитовано 16 вересня 2014.
4. 1 2  X-Men: Days of Future Past (англ.). Internet Movie Database. Архів оригіналу за 16 вересня 2014. Процитовано 16 вересня 2014.
5. ↑  X-Men: Days of Future Past (англ.). AllMovie. Архів оригіналу за 10 липня 2014. Процитовано 16 вересня 2014.
6. ↑  X-Men: Days of Future Past: Full Cast & Crew (англ.). Internet Movie Database. Архів оригіналу за 16 лютого 2014. Процитовано 19 лютого 2014.
7. ↑  Люди Ікс: Дні минулого майбутнього. Кінострічка.Com. Архів оригіналу за 5 червня 2014. Процитовано 28 квітня 2014.
8. ↑  X-Men: Days of Future Past (англ.). Rotten Tomatoes. Архів оригіналу за 18 травня 2016. Процитовано 16 вересня 2014.
9. ↑  X-Men: Days of Future Past (англ.). Metacritic. Архів оригіналу за 27 травня 2017. Процитовано 16 вересня 2014.
10. ↑  X-Men: Days of Future Past — Ukraine Weekend Box Office (англ.). Box Office Mojo. Архів оригіналу за 8 жовтня 2014. Процитовано 16 вересня 2014.
11. ↑  Ukraine Yearly Box Office. 2014 (англ.). Box Office Mojo. Архів оригіналу за 24 вересня 2014. Процитовано 16 вересня 2014.
12. ↑  X-Men: Days of Future Past: Awards (англ.). Internet Movie Database. Архів оригіналу за 8 вересня 2014. Процитовано 16 вересня 2014.